# 库伦三大寺
库伦三大寺是位於中国内蒙古自治区通辽市库伦旗的三座藏传佛教格鲁派寺院。
分别为：
- 兴源寺
- 象教寺
- 福缘寺